# F.O.D HD2 Remix VJ
『F.O.D HD2 Remix VJ』（フェンス・オブ・ディフェンス　ホット・ドッグス・ツー　リミックス　ビデオ・ジョッキー）は、2007年1月26日にリリースされたFENCE OF DEFENSEの映像作品。e*xt integralからDVD-R盤仕様で発売された。

## 解説
本作は14thアルバム『hot dogs 2』の中から3曲をリミックスし、楽曲ごとのイメージ映像と共に1枚のDVDに収めたVJ映像作品である。
本作に収録された3曲は後の同年6月27日に配信限定でリリースされたベストアルバム『Singles + α』にて初めて音源化された。

## 収録曲
作詞・作曲:西村麻聡
1. 希望の虹 (Journey to Love Mix)
2. hot dogs (snow dogs mix)
3. Shadows (A-bee Remix)
  - リミックス:A-bee